# Умивалник
Умивалник (разговорно мивка) е приспособление за миене на ръце и лице. Като правило е снабден със спирателни кранове за топла и студена вода или смесител за топла и студена вода. Материалите, от които се изработва, са керамика, стомана, мрамор, стъкло, гранит. В миналото преди да се създаде канализацията, умивалникът се състои от леген и кана вода. Някой трябва да полива водата, докато другият човек си измие ръцете и лицето или се пълни легена. До легена се намира и предварително приготвена хавлия за избърсване. Умивалници се поставят в банята и кухнята, но този в кухнята служи главно за миене на съдове. Най-често срещаната форма на умивалника е овалната, но се срещат и правоъгълни или с неправилна форма.

## Затваряне на канализационен отвор
В някои случаи при липса на смесител на вода, за икономия на вода и други, умивалникът се използва като съд и в този случай се затваря канализационният отвор. Този метод не осигурява пълноценна хигиена.
- Гумена тапа за затваряне
- Затваряне с тапа, задействана с лостов механизъм

## Височина на монтаж
Височината на монтаж обикновено се избира между 85 и 95 см. В детски заведения, като детски градини и начални училища, се използват мебели и умивалници с по-малка височина. За осигуряване на достъпна среда и за да се използва от хора в инвалидни колички, височината обикновено е 80 см. В домашни условия заради променящия се ръст на децата се използват платформи, които се премахват при отпадане на необходимостта им.